# André Besnier
Pour les articles homonymes, voir Besnier.
André Besnier (né à Montsûrs, le 10 avril 1895 et mort à Laval, le 21 septembre 1955) est un industriel français de l'industrie laitière, installé dans la Mayenne. Il est le fondateur du groupe Besnier (devenu Lactalis en 1999).

## Biographie
Le 19 octobre 1933, il s'installe à Laval. En 1935, il fonde le groupe Société Laitière de Laval A. Besnier et Cie avec un employé, pour acheter du lait cru aux agriculteurs afin de le transformer en camembert. 
À sa mort en 1955, il laisse à son fils Michel une entreprise de 50 salariés, devenue par la suite Lactalis, un acteur majeur de l'industrie agroalimentaire dans le monde.